# Hollywood (Florida)
Hollywood város az Amerikai Egyesült Államok Florida államában, Broward megyében. Lakosainak száma 153 067 fő (2020. április 1.).

## Közlekedés
A települést érinti az Amtrak egyik távolsági vasúti járata is, a Silver Meteor.

## Népesség
A település népességének változása:
| Lakosok száma | 140 768 | 146 526 | 153 067 |
|               | 2010    | 2013    | 2020    |